# Sonnenallee (película)
Sonnenallee es un largometraje alemán dirigido por Leander Haußmann en el año 1999. Esta comedia trata sobre la vida de un joven berlinés del Este ante el muro de Berlín en los años 70. El título de la película se refiere a la calle con el mismo nombre. Al sur de Sonnenalle se encontraba durante la división alemana uno de los pasos fronterizos entre el Berlín este y oeste.
El guion fue desarrollado en común por Thomas Brussig, Detlev Buck y Leander Haußmann. La novela Am kürzeren Ende der Sonnenallee (En el tramo corto de Sonnenallee) se publicó ese mismo año. Hasta 2003 más de 2, 6 millones de espectadores vieron la película en el cine en Alemania.

## Argumento
La película cuenta la historia de Michael Ehrenreich y de su mejor amigo Mario. Los dos viven en el último tramo de Sonnenallee y van a la escuela superior Wilhelm Pieck. Están como otros jóvenes a punto de hacer la selectividad y se les plantea la pregunta de sí deben realizar sus estudios durante 3 años en el Ejército Popular Nacional mientras escuchan la (en gran parte prohibida) música pop del Oeste y música rock de los años 70, ante todo los Rolling Stones, a la vez que experimentan el primer amor. Estos son los temas principales de la película. También tendrán los problemas típicos de la pubertad y se nos mostrará la manera sutil como resolvían los peligros y trabas con los agentes fronterizos de la RDA. Al final se muestra con delicadeza humana la realidad de un estado vigilado.
El tío Michas Heinz viene a menudo desde Berlín Oeste a visitar a la familia en Berlín Este y siempre sale el tema de que todo está hecho con amianto, de lo mal que se vive en la RDA y de como había que guardar silencio sobre sus perspectivas de futuro. Al final de la película muere de cáncer de pulmón.
En el final se entrelaza lo cómico con lo dramático. El hecho de que el mejor amigo de Michael, Mario, sea reclutado por la Stasi por motivos privados y existenciales, es para Michael un duro golpe en cuanto a su amistad. La secuencia final muestra como Michael finalmente tiene éxito con su gran amor Miriam.

## Trasfondo
En la película se muestra con humor inteligente la vida de los jóvenes en la zona fronteriza de Berlín Este en el año 1973. La película no es siempre fiel a datos históricos y muestra los problemas típicos de los ciudadanos de la RDA. Como Haußmann comentó en una entrevista, una película para que todos la entiendan sin tener que coger un libro de historia. 
A la película le preceden 3 años de preparación. Este el primer largometraje de Haußmann. El director era en ese momento el director artístico del teatro de Bochum. Los personajes principales los representaron actores desconocidos y los papeles secundarios fueron muy adornados.
Muchos críticos entre ellos Delphi Filmverleih vieron en la película NVA de Haußmann una continuación de Sonnenallee, pero, no obstante con otra naturaleza y personajes.

## Crítica
Irónica y burlesca representa el día a día de la RDA en los años 70 y nos deja una pequeña o gran nostalgia hacia los ciudadanos de la RDA.
DVD & Video Report

Gags basados en la alegría del mal ajeno y anécdotas se enlazan en esta película, donde hay una cierta despreocupación hacia la política que está un poco descuidada.
Lexikon des internationalen Films

Satírica con cierta ligera curva del hilo conductor [...] Comedia, apoyada por excelentes actores, un himno a la juventud  que demuestra la soberanía de los alemanes del Este que quieren la RDA no se quedaron atrás. [...] Recuerdos de su vida.
Eulenspiegel

## Premios
- Deutscher Filmpreis in Silber (2000)
- Bogey (1999)
- Jupiter (2000)

## Banda sonora
Los grupos que formaron parte de la banda sonora de la película fueron:
- Nina Hagen con Du hast den Farbfilm vergessen
- Puhdys con Geh zu ihr
- Die Toten Hosen con Nichts bleibt für die Ewigkeit
- Dynamo 5 con The Letter
- T. Rex con Get it On
- Graeme Jefferies con Sonnenallee y Always Out of Reach
- Ton Steine Scherben con Keine Macht Für Niemand
- Einstürzende Neubauten con Goes Without Saying y Party Triology

## Trivialidades
- El apagón que se produjo en Sonnenallee durante la RDA fue real aunque no fue por utilizar un radiocasete del Oeste.

- El plató cinematográfico con sus edificios antiguos y la esquina de la calle junto al muro se parecen a la esquina de la calle Bernauer con Eberswalder. El entorno del paso fronterizo de Sonnenallee tiene poco parecido con el original.

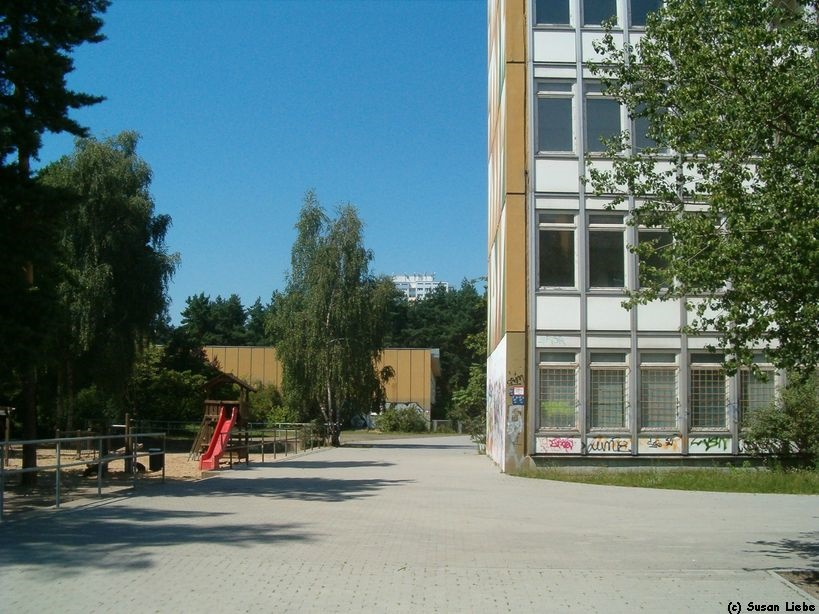
Patio de recreo de "Paul Wengels" en Berlin-Köpenick, Barrio Allende II

- La grabación del legendario baile se realizó en el antiguo edificio "Paul Wegels" en el barrio Allende II en Berlín-Köpenick. Esta antigua escuela no está en activo desde 1991 pero el equipamiento de la misma fue ideal para el rodaje de la película, también se realizaron tomas en el exterior del patio.

- La versión cinematográfica, la de DVD y vídeo fueron recortadas[2] sobre todo las primeras escenas.

- En las escaleras su casa, Míriam se encuentra con Micha Winfried Glatzender, quien participó con éxito en un largometraje para DEFA Die Legende von Paul und Paula en 1973 haciendo el papel de Paúl. Cuando Glatzeder se va del portal de Míriam se ve un cartel de "Paúl y Paula".

- El autobús que se ve al principio de la película con matrícula B-V 2081 fue cedido al equipo para el rodaje de las escenas con autobús escolar.

- El quiosco amarillo que aparece en la película está situado en el parque Babelsberg y puede ser visitado.[3]